# ハミルトン閉路問題
ハミルトン閉路問題（ハミルトンへいろもんだい）とは、与えられたグラフについて、全ての頂点を一度だけ通る閉路が存在するかどうか調べる問題である。名称はこの問題を最初に研究した数学者ウィリアム・ローワン・ハミルトンの名に因む。

## 概要
与えられたグラフが有向グラフの場合は有向ハミルトン閉路問題、無向グラフの場合は無向ハミルトン閉路問題と呼ばれる。
この問題はどちらも、NP完全問題であることが知られている。また、無向ハミルトン閉路問題は巡回セールスマン問題の特殊ケースでもある。
始点と終点が一致するという閉路の条件を取り去ると、ハミルトン路問題になる。

## NP完全性の証明
ハミルトン閉路問題はNP完全問題の頂点被覆問題が有向ハミルトン閉路問題に多項式時間変換可能であることが証明され、さらに有向ハミルトン閉路問題は無向ハミルトン閉路問題に多項式変換可能であることが証明できることで、NP完全問題であると証明された。